# Залуцький Рудольф
Рудольф (Роман) Залу́цький (псевдонім — Олесь Остоя; нар. 17 квітня 1891, Козова — пом. 15 квітня 1966, Вроцлав) — український театральний актор і режисер, художник.

## Біографія
Народився 17 квітня 1891 року у містечку Козовій (нині селище міського типу Тернопільського району Тернопільської області, Україна). Закінчив Бережанську гімназію/ навчався на біологічному факультеті Львівського університету.
Протянгом 1911—1914 років працював у Руському народному театрі у Львові. У 1914—1918 роках служив в австрійській армії. 1918 року у Станіславі організував Буковинський український народний театр, який діяв до 1919 року. У 1922—1923 роках був художнім керівником Польського аматорського театру при товаристві ремісників «Ґвязда» у Коломиїя, де поставив у власному перекладі п'єсу «Паливода XVIII століття» Івана Карпенка-Карого (також зіграв у ній роль Турського). У 1932—1939 роках — організатор і директор театру «Цвіркун» у Львові (1-й український естрадний театр).
Близько 1945 року виїхав до Польщі. Помер у Вроцлаві 15 квітня 1966 року

## Творчість
Зіграв ролі
- Остап («Нещасне кохання» Леоніда Манька);
- Микола («Наталка Полтавка» Івана Котляревського);
- Савросов («Воскресіння» Віктора Чубатого).

Поставив вистави за творами Івана Котляревського, Якова Гордіна, Івана Тогобочного, Михайла Старицького.